# Ян Агол
Ієн Аґол (англ. Ian Agol, нар. 13 травня 1970) — американський математик, який займається насамперед топологією тривимірних многовидів.

## Визнання
- 2005: Грант Ґуґґенгайма[5]
- 2009: Дослідницька нагорода Клея
- 2012: Премія Бервіка[en]
- 2012: Член Американського математичного товариства[6]
- 2013: Премія Веблена з геометрії
- 2014: пленарна доповідь на Міжнародному конгресі математиків.
- 2016: Премія за прорив у математиці[7] [8]
- 2016: член Національної академії наук США[9].